# Galapagoslandleguanen
Galapagoslandleguanen (Conolophus) zijn een geslacht van hagedissen uit de familie leguanen (Iguanidae).

## Naam en indeling
De wetenschappelijke naam van de groep werd voor het eerst voorgesteld door Leopold Fitzinger in 1843. Er zijn drie soorten, inclusief de pas in 2009 beschreven soort Conolophus marthae.

## Verspreiding en habitat
Alle soorten komen voor in delen van Zuid-Amerika en leven in Ecuador. Galapagoslandleguanen komen hier endemisch voor op de Galapagoseilanden. De verschillende soorten zijn aangetroffen op de eilanden Baltra, Fernandina, Isabela, Plazas, Santa Cruz, Santa Fe en Seymour Norte.
De habitat bestaat uit drogere tropische en subtropische bossen en scrubland, dat eveneens een droog klimaat heeft.

## Uiterlijke kenmerken
Galapagoslandleguanen hebben een karakteristiek leguaanachtig lichaam met een vrij spitse kop, een lange staart en een duidelijk zichtbare rugkam die vele stekelige schubben draagt. Het zijn typische landbewoners, een andere leguaan die op de Galapagoseilanden voorkomt is de zeeleguaan (Amblyrhynchus cristatus), maar deze soort haalt zijn voedsel uit de zee.

## Beschermingsstatus
Door de internationale natuurbeschermingsorganisatie IUCN is aan alle soorten een beschermingsstatus toegewezen. Twee soorten worden beschouwd als 'kwetsbaar' (Vulnerable of VU) en de soort Conolophus marthae staat te boek als 'ernstig bedreigd' (Critically Endangered of CR)

## Soorten
Het geslacht omvat de volgende soorten, met de auteur en het verspreidingsgebied.
| Naam                                           | Auteur                | Verspreidingsgebied                                                                |
| ---------------------------------------------- | --------------------- | ---------------------------------------------------------------------------------- |
| Conolophus marthae                             | Gentile & Snell, 2009 | Galapagoseilanden (Isabela)                                                        |
| Conolophus pallidus                            | Heller, 1903          | Galapagoseilanden (Santa Fe)                                                       |
| Galapagoslandleguaan (Conolophus subcristatus) | Gray, 1831            | Galapagoseilanden (Fernandina, Isabela, Santa Cruz, Seymour Norte, Baltra, Plazas) |